# 贵溪冶炼厂

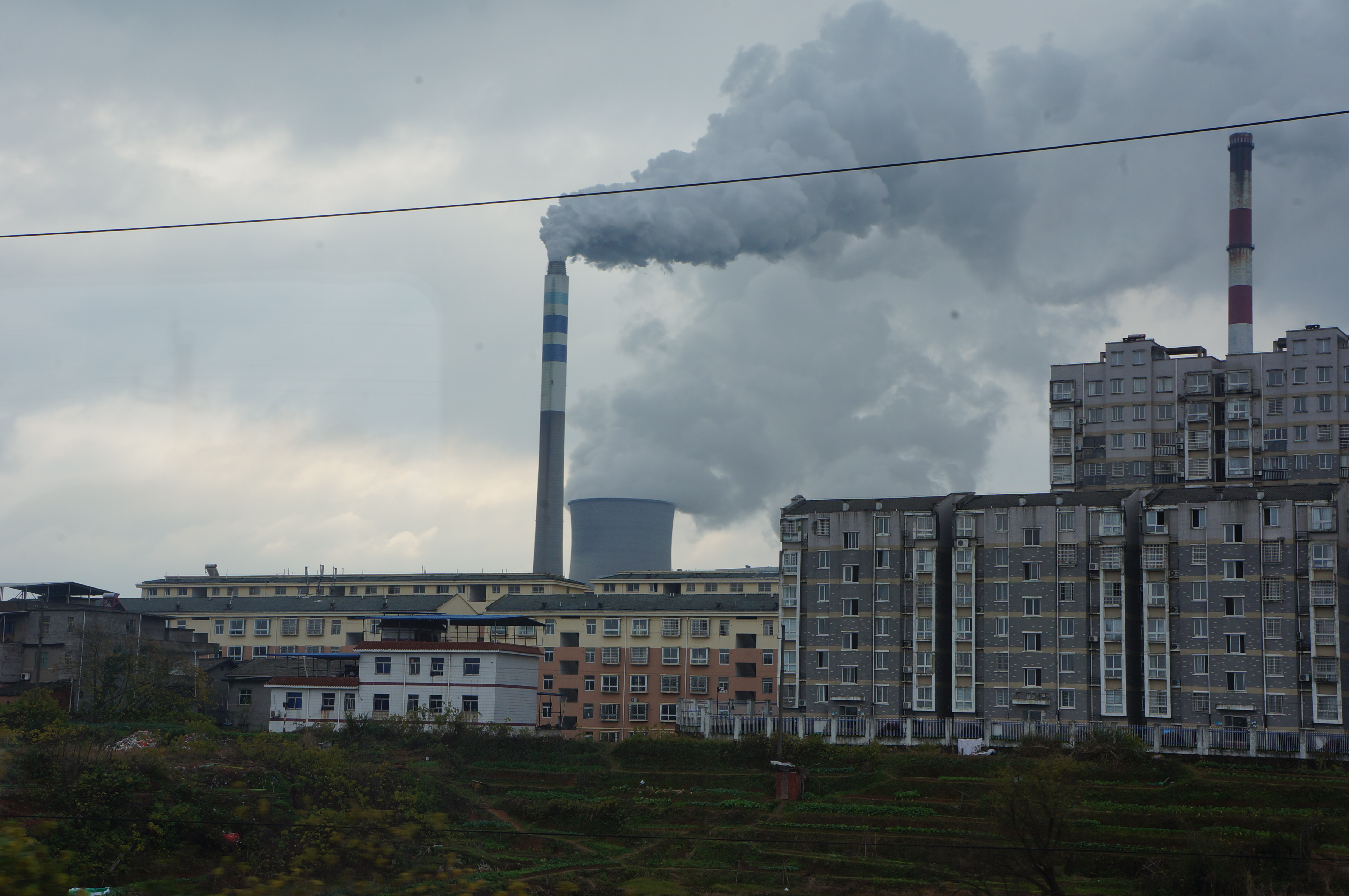
贵溪冶炼厂

贵溪冶炼厂是一家位于中国江西省鹰潭市代管的县级市贵溪市的冶炼厂，隶属于江铜集团。该厂建立于1979年，最初冶炼设备均为进口。该冶炼厂最初的年生产能力为7.5万吨，在2000年的第三期改造后提高到了70万吨。该冶炼厂的渣库曾在2011年时出现过重金属污染风波。